# Ледешть
Ледешть, Ледешті (рум. Lădești) — село у повіті Вилча в Румунії. Входить до складу комуни Ледешть.
Село розташоване на відстані 169 км на захід від Бухареста, 35 км на південний захід від Римніку-Вилчі, 64 км на північ від Крайови, 149 км на південний захід від Брашова.

## Населення
За даними перепису населення 2002 року у селі проживали 318 осіб, усі — румуни. Усі жителі села рідною мовою назвали румунську.